# Hyssopus
Genre
Classification phylogénétique
Hyssopus est un genre de plantes à fleurs de la famille des Lamiacées. Il regroupe quelques espèces de sous-arbustes originaires d'Europe et d'Asie.

## Liste partielle des espèces
- Hyssopus ambiguus (Trautv.) Iljin
- Hyssopus cuspidatus Boriss.
- Hyssopus ferganensis Boriss.
- Hyssopus latilabiatus C. Y. Wu & H. W. Li
- Hyssopus macranthus Boriss.
- Hyssopus officinalis L. - hysope officinale ou hysope